# Nervi de toamnă
"Nervi de toamnă" este o poezie scrisă de George Bacovia. A fost citită de autor la cenaclul lui Alexandru Macedonski în 1904.